# Жлутко, Александр Анатольевич
Алекса́ндр Анато́льевич Жлу́тко (бел. Аляксандр Анатольевіч Жлутка; род. 12 сентября 1954, Заполье, Могилёвская область) — белорусский филолог, историк, латинист, переводчик. Кандидат филологических наук (1990).

## Биография
Родился в 1954 году в деревне Заполье Кличевского района Могилёвской области.
В 1983 году окончил факультет иностранных языков Львовского государственного университета по специальности «Классическая филология». В 1985—1988 годах учился в аспирантуре при Институте литературы Академии наук Беларуси. В 1990 году защитил кандидатскую диссертацию на тему: «Латинская литература Беларуси эпохи Просвещения» (научный руководитель — д.ф.н. А. И. Мальдис).
Научные стажировки в архивах и библиотеках Рима и в Ватиканском апостольском архиве при поддержке Центра европейских исследований и контактов и Римского университета «La Sapienza», в Тайном государственном архиве Прусского культурного наследия в Берлине, в архивах и библиотеках Риги по межакадемическому обмену, по Кассе имени Юзэфа Мяновского в архивах и библиотеках Варшавы и Кракова, в Ягеллонском, Варшавском, Белостокском, Вроцлавском и Познанском университетах.
8 ноября 2020 года во время протестных акций в Беларуси был задержан за участие в марше, осуждён на 10 суток ареста. Спустя две недели руководство Института истории НАН Беларуси не продлило с ним контракт.
Супруга — филолог Жлутко Мария Ярославовна.

## Трудовая деятельность
В 1988—1994 годах работал в Институте литературы Национальной академии наук Беларуси и Национальном научно-просветительском центре имени Франциска Скарины, исследовал латинскую письменность Беларуси XIII-XIX вв. С 1994 года работал в Институте истории НАН Беларуси: 1994—2005 гг. — старший научный сотрудник отдела специальных исторических наук, 2005—2013 гг. — старший научный сотрудник отдела истории Беларуси Средних веков и начала Нового времени, с 2014 года — старший научный сотрудник отдела источниковедения и археографии.
Преподавал в различных белорусских учреждениях: Витебский государственный медицинский университет, Белорусский институт культуры, Белорусский гуманитарный лицей, Пинская духовная семинария имени Фомы Аквинского.

## Научная деятельность
Занимается изучением латинских письменных источников по истории Беларуси ХІІІ-ХІV вв., проблемами палеографии и дипломатики латинских источников, исторической ономастики, ранней историей христианства на белорусских землях. Автор более 50 научных публикаций, ряда переводов с латинского и древнегреческого языков.

### Диссертация
Жлутко А. А. Латинская поэзия Белорусской эпохи просвещения : автореферат дис. … кандидата филологических наук : 10.01.03 / АН БССР. Ин-т лит. им. Я. Купалы. — Минск, 1990. — 20 с.

### Монографии
- Mindowe, rex Lithowiae, in litteris et testimoniis = Міндаў, кароль Літовіі ў дакумэнтах і сьведчаньнях. — Мінск, 2005. — 135 с.
- Метадычныя рэкамендацыі да выдання лацінскіх дакументаў ХІІІ-ХІV стст. — Мінск, 2005. — 50 с.
- Кароткая граматыка лацінскай мовы. — Мінск, 2008. — 120 с.
- Лацінска-беларускі слоўнік актавай мовы Вялікага Княства Літоўскага. — Мінск, 2011. — 389 с.

### Разделы в коллективных монографиях
- Гісторыя даўняй беларускай літаратуры. Т. 1-2. — Мінск, 2006—2007 / (статьи Мікола Гусоўскі, Саламон Рысінскі, Міхал Карыцкі). — Т. 1. С. 309—357, 642—657; — Т. 2. С. 26—43.

### Учебники
- Метадычны дапаможнік па вусных тэмах па англійскай мове / Жлутка М. Я., Старадубец К. А., Жлутка А. А. — 2011.

### Научные статьи
- Апісанне земляў. З Дублінскага рукапісу ХІІІ ст. (пераклад з лацінскай мовы, каментары) // Спадчына. № 6. 1993. — С. 63—68.
- Лацінскія дакументы па гісторыі беларускіх і памежных тэрыторый ХІІІ—ХІV ст. з былога Кёнігсбергскага архіва // Вяртанне. № 6. — Мінск, 1999. — С. 46—55.
- Пачаткі класічнай адукацыі ў Беларусі (Х—ХІІІ стст.): Сэнс і форма // Беларусь і беларусы ў прасторы і часе: Зборнік да 75-годдзя прафесара Адама Мальдзіса. — Мінск, 2007. — С. 120—139.
- Імёны эліты каралеўства Літвы і Вялікага Княства Літоўскага 13—14 стагоддзяў у святле сучасных анамастычных даследаванняў. Спроба інтэрпрэтацыі // Your Sun Shall Never Set Again, And Your Moon Shall Wane No More. Сонца тваё не закоціцца і месяц твой не схаваецца: Зборнік артыкулаў па беларусістыцы і багаслоўі ў гонар 80-годдзя з дня нараджэння і 50-годдзя святарства айца Аляксандра Надсана. — Мінск, 2009. — С. 65—72.
- Да пытання аб месцы каранацыі Міндоўга (Міндава) і сядзібе першага біскупа Літвы // Навагрудчына ў гістарычна-культурнай спадчыне Еўропы. — Мінск, 2010. — С. 97—101.
- Полацк і выправы на ўсход у «Дзеях данаў» Сакса Граматыка // Беларускі гістарычны часопіс. — № 10 (159). — 2012. — С. 3—13.
- Толькі Стрыйкоўскі? (Наратыўныя крыніцы пра каранацыю ў Наваградку) // Людзі і ўлада Навагрудчыны: гісторыя ўзаемадзеяння: (да 500-годдзя надання Навагрудку прывілея на магдэбургскае права) : зб. навук. арт. — Мінск, 2013. — С. 54—65.

## Награды и премии
- Лауреат Премии имени Льва Сапеги (Польша, 2009 год).